# Днепровские плавни

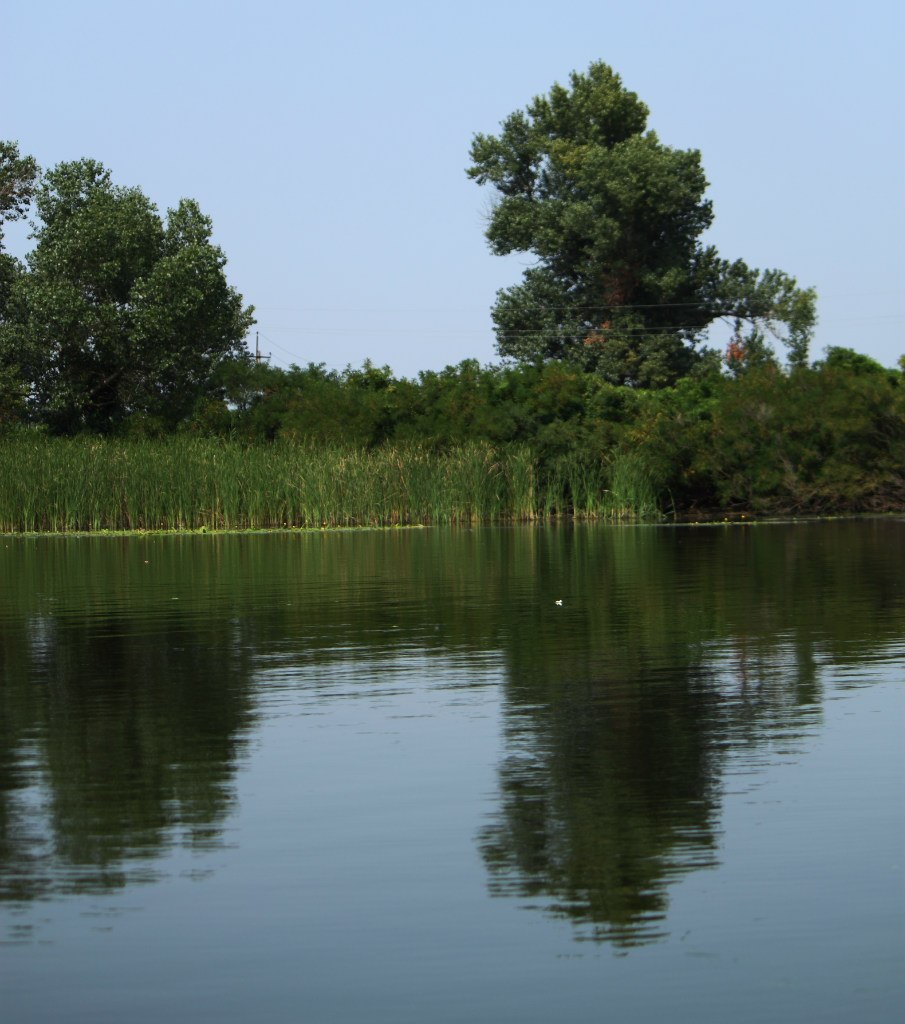
Днепровские плавни в окрестностях Херсона

Днепровские плавни — участки Днепра, где русло реки разбивается на рукава, разделяющие пойменные острова.  Покрыты густыми зарослями надводной и подводной растительности. В плавнях обитают водоплавающие, хищные птицы.

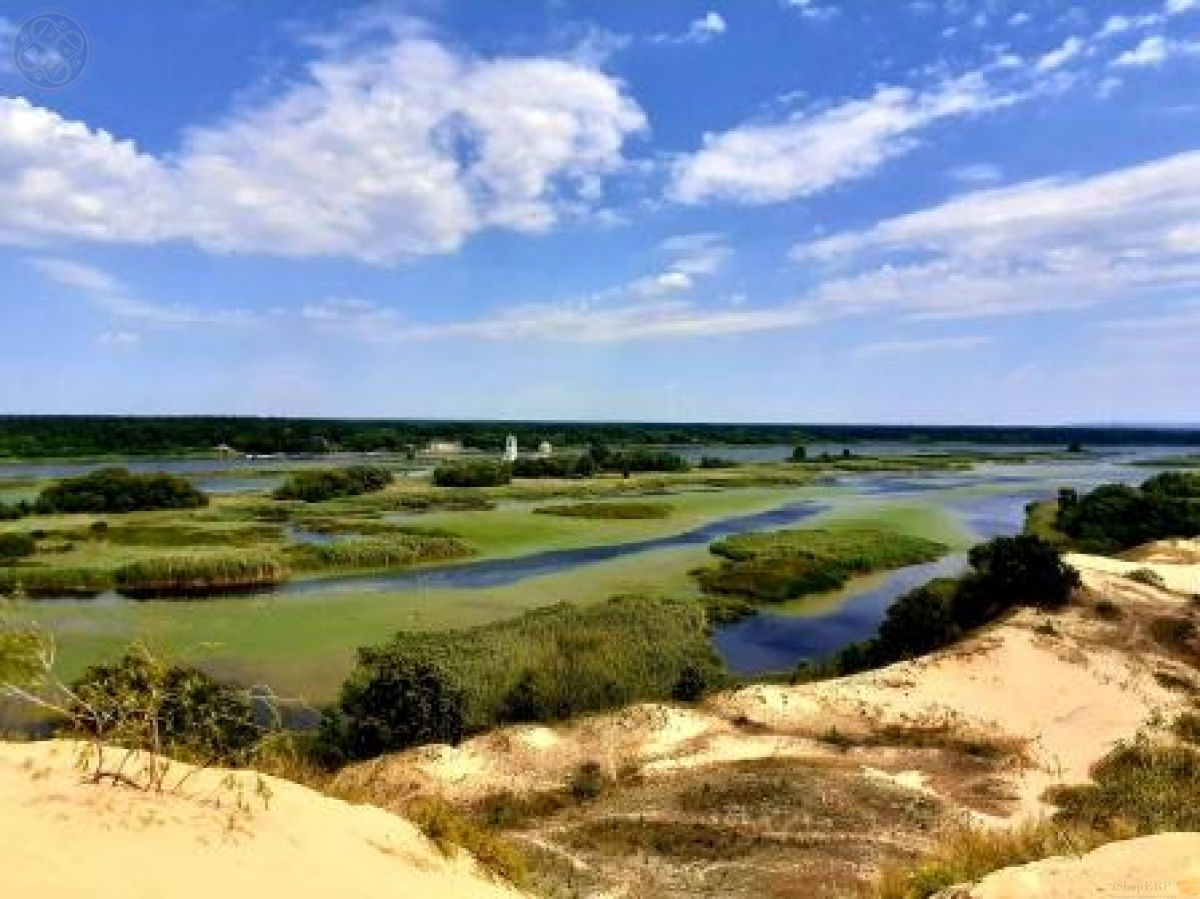

С возведением каскада гидроэлектростанций значительные территории плавней затоплены.